# Phyllanthus caligatus
Espèce
Phyllanthus caligatus est une espèce de plantes à fleurs de la famille des Phyllanthaceae. Elle a été décrite en 1985 par Jean-Frédéric Brunel et Jacobus Petrus Roux dans Willdenowia n°14. Cāligātum signifie « enveloppé de brouillard », ce que les auteurs justifient par le fait qu'elle est « capable de supporter l'aspersion constante d'embruns, comme aux chutes de la rivière Tello ».